# Jákórésze
Jákórésze (1899-ig Jakoris, szlovákul: Jakovany) község Szlovákiában, az Eperjesi kerület Kisszebeni járásában.

## Fekvése
Eperjestől 22 km-re északnyugatra, Kisszebentől 6 km-re északra fekszik.

## Története
1314-ben „Jakoresse” néven említik először. Neve a szlovák rez (= irtás) főnévből származik. 1427-ben 18 portája adózott. Sáros várának uradalmához tartozott, majd a 16. századtól a Péchy család birtoka volt. 1787-ben 28 házában 177 lakos élt.
A 18. század végén Vályi András így ír róla: „JAKORICS. Jakovjani. Tót falu Sáros Várm. földes Ura Péchy Uraság, lakosai katolikusok, fekszik Szebenhez nem meszsze, Pécsújfalunak filiája, földgye termékeny, fája elég, réttyei, legelője jó.”
1828-ban 35 háza és 281 lakosa volt, akik földműveléssel, erdei munkákkal foglalkoztak.
Fényes Elek 1851-ben kiadott geográfiai szótárában így ír a faluról: „Jakoris, (Jakowjani), orosz falu, Sáros vmegyében, Szebenhez északra egy órányira: 47 r., 254 gör. kath. lak. Földje hegyes, sováy; de erdeje, legelője elég. F. u. Péchy nemz.”
A trianoni diktátum előtt Sáros vármegye Kisszebeni járásához tartozott.

## Népessége
| Év:            | 1994. | 2004.   | 2014.   | 2024.   |
| -------------- | ----- | ------- | ------- | ------- |
| Emberek száma: | 370   | 355     | 351     | 349     |
| Eltérés:       |       | -4,05 % | -1,12 % | -0,56 % |

| Év:            | 2023. | 2024.   |
| -------------- | ----- | ------- |
| Emberek száma: | 353   | 349     |
| Eltérés:       |       | -1,13 % |

1910-ben 267, túlnyomórészt ruszin lakosa volt.
2001-ben 363 szlovák lakosa volt.
2011-ben 346 szlovák lakta.

## Nevezetességei
- Görögkatolikus temploma 1865-ben épült.